# Aphidius fumatus
Aphidius fumatus är en stekelart som beskrevs av Alexander Henry Haliday 1834. Aphidius fumatus ingår i släktet Aphidius och familjen bracksteklar. Inga underarter finns listade i Catalogue of Life.